# Иностранные добровольцы в Народно-освободительной армии Югославии
Иностранные добровольцы в Народно-освободительной армии Югославии (НОАЮ) — граждане иностранных государств, воевавшие в её рядах в период Второй мировой войны с войсками гитлеровской коалиции.
В рядах НОАЮ сражались представители более 50 национальностей из 22 стран, общей численностью около 40 тысяч человек. Из их числа были сформированы и действовали воинские подразделения и части, состоявшие полностью или частично из граждан иностранных государств. Бойцами таких формирований становились военнослужащие оккупационных контингентов стран гитлеровской коалиции, перешедшие на сторону НОАЮ, военнопленные и интернированные лица, освободившиеся или бежавшие из мест принудительного содержания, а также солдаты вооружённых сил «оси», взятые в плен народно-освободительной армией и добровольно перешедшие на её сторону.
В ходе войны Верховный штаб НОАЮ, Антифашистское вече народного освобождения Югославии и другое военно-политическое руководство неоднократно обращалось к личному составу оккупационных войск с призывами переходить на сторону НОАЮ и включаться в борьбу с фашистами. Верховным штабом НОАЮ были даны рекомендации командованию всех соединений, частей и подразделений по вопросу об иностранцах, желающих добровольно вступить в их ряды.
Так, Верховный Главнокомандующий маршал И. Б. Тито в приказе от 23 сентября 1943 года, адресованном командованию 2-го ударного корпуса, требовал наилучшего отношения к итальянцам, сдающимся подразделениям НОАЮ, предупреждая об ответственности за проявление какой-либо мести по отношению к бывшему противнику.
Первые иностранные формирования в рядах НОАЮ стали создаваться осенью 1943 года. До конца войны в НОАЮ действовали подразделения и части, состоявшие из итальянских, советских, болгарских, венгерских, французских и польских граждан. Сформированы были также несколько австрийских подразделений. Всего в период 1943—1945 годов в составе НОАЮ из числа иностранцев были образованы 4 дивизии, 24 бригады, 47 батальонов и 24 роты. Наибольшие группы иностранных граждан, воевавших в рядах югославской армии, составляли граждане Италии и СССР.

## Итальянские добровольцы
Наибольшую часть иностранных добровольцев народно освободительной армии Югославии составляли итальянские граждане, которые после капитуляции Италии в сентябре 1943 года массово переходили на сторону партизан на территории Черногории, Словении и Далмации. До конца 1943 года были сформированы 3 отдельные роты, 9 отдельных партизанских и 11 рабочих батальонов, 14 бригад (из них расформировано 11), а также 2 дивизии (1 расформирована). Всего до конца войны в составе НОАЮ сформировали 21 итальянскую бригаду. В 1944 году образовали 6 бригад, расформировали — 1 бригаду. В 1945 году (апрель) была создана 1 бригада, расформированы либо отправлены в Италию 10 бригад, из них в феврале — 1 бригада, в марте — апреле — 5 бригад, по окончании войны — 4 бригады. В составе НОАЮ действовали в общей сложности 4 итальянские дивизии: дивизия «Венеция» (25-29 октября — 2 декабря 1943), Итальянская партизанская дивизия «Гарибальди» (2 декабря 1943 — март 1945), Гарибальдийская дивизия «Натизоне» (7 ноября 1944 — апрель 1945) и Гарибальдийская дивизия «Фонтанот» (апрель 1945 — 20 мая 1945). Командир дивизии «Гарибальди», капитан итальянской армии Марио Рива (1900—1943) стал одним из известнейших итальянских солдат в Народно-освободительной армии Югославии, отличившись в ряде боёв против немцев, и был посмертно награждён золотой медалью «За воинскую доблесть» — высшей военной наградой Италии.

## Советские добровольцы
В составе 188 частей, соединений и учреждений НОАЮ, в том числе «русских» воинских формирований, сражались свыше 6000 граждан СССР многих национальностей.
«Русские» батальоны и роты существовали в 36 бригадах и партизанских отрядах. Наиболее крупными по численности и известными являлись «русские» батальоны 18-й Словенской ударной Базовицкой, Осиекской ударной и 7-й Воеводинской ударной бригад.
В конце войны, 5 мая 1945 года, в 30-й дивизии 9-го корпуса было образовано самое крупное воинское формирование, состоявшее из советских граждан — 1-я Русская бригада под командованием Анатолия Игнатьевича Дьяченко. В военных действиях бригада участия уже не принимала. Её личный состав вскоре был отправлен в СССР.

## Список бригад из иностранных добровольцев

### Итальянские
| Наименование | Дата образования                                 | Место образования                 | Дата расформирования                                            | Примечание / Награды |
| --- | ------------------------------------------------ | --------------------------------- | --------------------------------------------------------------- | --- |
| Триестская ударная бригада (brigada «Triestina d’Assalto»)                                                             | 23 сентября 1943                                 | Татре, около Бркина               | октябрь 1943, переформирована в батальон «Триестина д’Ассальто» | 5 апреля 1944 батальон вошёл в состав 14-й бригады «Триестина д’Ассальто Гарибальди» |
| Истрийская Триестская бригада (Brigada «Triesta istriana»)                                                             | 28 сентября 1943                                 | окраина Триеста                   | 3 октября 1943 переформирована в 16-ю словенскую бригаду        | |
| Бригада «Аоста» (1-я альпийская бригада дивизии «Тауринензе»)                                                          | 11 октября 1943                                  | Годне-Поле возле Никшича          | 2 декабря 1943 расформирована                                   | В составе 3-й дивизии. |
| 2-я Альпийская бригада дивизии «Тауринензе»                                                                            | 19 октября 1943                                  |                                   | 2 декабря 1943 расформирована                                   | В составе 2-го ударного корпуса (оперативно). |
| 1-я Итальянская бригада дивизии «Венеция»                                                                              | 25-29 октября 1943                               |                                   | 2 декабря 1943 расформирована                                   | В составе дивизии «Венеция» и 4-й Пролетарской бригады (оперативно). |
| 2-я Итальянская бригада дивизии «Венеция»                                                                              | 25-29 октября 1943                               |                                   | 2 декабря 1943 расформирована                                   | В составе дивизии «Венеция» 2-го ударного корпуса. |
| 3-я Итальянская бригада дивизии «Венеция»                                                                              | 25-29 октября 1943                               |                                   | 2 декабря 1943 расформирована                                   | В составе дивизии «Венеция» 2-го ударного корпуса. |
| 4-я Итальянская бригада дивизии «Венеция»                                                                              | 25-29 октября 1943                               |                                   | 2 декабря 1943 расформирована                                   | В составе дивизии «Венеция» 2-го ударного корпуса. |
| 5-я Итальянская бригада дивизии «Венеция»                                                                              | 25-29 октября 1943                               |                                   | 2 декабря 1943 расформирована                                   | В составе дивизии «Венеция» 2-го ударного корпуса. |
| 6-я Итальянская бригада дивизии «Венеция»                                                                              | 25-29 октября 1943                               |                                   | 2 декабря 1943 расформирована                                   | В составе дивизии «Венеция» 2-го ударного корпуса. |
| 1-я Итальянская бригада дивизии «Гарибальди»                                                                           | 2 декабря 1943                                   | Плевля                            | в марте 1945 отправлена в Бари                                  | Со 2 мая 1944 в составе 3-й дивизии, Орден «За заслуги перед народом», Орден братства и единства. |
| 2-я Итальянская бригада дивизии «Гарибальди»                                                                           | 2 декабря 1943                                   | Плевля                            | в марте 1945 отправлена в Бари                                  | с августа 1944 в 29-й дивизии, Орден «За заслуги перед народом», Орден братства и единства |
| 3-я Итальянская бригада дивизии «Гарибальди»                                                                           | 2 декабря 1943                                   | Плевля                            | расформирована весной 1944                                      | с 23 февраля 1944 в 3-м корпусе, с середины марта 1944 в 17-й дивизии, Орден «За заслуги перед народом», Орден братства и единства |
| 4-я Итальянская бригада дивизии «Гарибальди»                                                                           | декабрь 1943, второе формирование в августе 1944 | Плевля                            | 10 февраля 1944; в начале марта 1945 отправлена в Бари          | С августа 1944 в Приморской оперативной группе, Орден «За заслуги перед народом», Орден братства и единства |
| 14-я бригада «Триестина д’Ассальто Гарибальди» (с 12 октября 1944 переименована в 20-ю словенскую бригаду)             | 5 апреля 1944                                    | Средний-Локовец                   | май 1945                                                        | 9-й Словенский корпус, с сентября 1944 в 30-й дивизии 9-го корпуса |
| Итальянская партизанская бригада «Италия»                                                                              | 28 октября 1944                                  | Белград                           | июнь 1945                                                       | В составе 1-й Пролетарской дивизии. В конце июня 1945 года переименована в дивизию «Италия» (около 5000 человек) и 2 июля отправлена в Италию, расформирована в районе Удине 7 июля 1945 года Орден «За заслуги перед народом», Орден братства и единства. |
| 156-я Итальянская бригада «Бруно Буоци» (дo 7 ноября 1944 — 1-я ударная бригада Гарибальдийской дивизии «Натизоне»)    | 30 октября 1944                                  |                                   | расформирована в конце апреля 1945                              | С 7 ноября 1944 в составе Гарибальдийской дивизии «Натизоне» 9-го Словенского корпуса, Орден братства и единства. |
| 157-я Итальянская бригада «Гвидо Пичелли» (дo 7 ноября 1944 — 2-я ударная бригада Гарибальдийской дивизии «Натизоне»)  | 30 октября 1944                                  |                                   | расформирована в конце апреля 1945                              | С 7 ноября 1944 в составе Гарибальдийской дивизии «Натизоне» 9-го Словенского корпуса, Орден братства и единства. |
| 158-я Итальянская бригада «Антонио Грамши» (до 7 ноября 1944 — 3-я ударная бригада Гарибальдийской дивизии «Натизоне») | 30 октября 1944                                  |                                   | расформирована в конце апреля 1945                              | С 7 ноября 1944 в составе Гарибальдийской дивизии «Натизоне» 9-го Словенского корпуса, Орден братства и единства. |
| 24-я Итальянская бригада «Фриули Фонтанот»                                                                             | 17 декабря 1944                                  | Храст, около Сухорья, Бела-Краина | май 1945                                                        | В составе 18-й дивизии 7-го Словенского корпуса, с 30 апреля в Гарибальдийской дивизии «Фонтанот», Орден братства и единства. |
| Бригада «Гарибальди»                                                                                                   | конец апреля 1945                                | Бела-Краина                       | май 1945                                                        | Гарибальдийская дивизия «Натизоне» |

### Иные
| Наименование                         | Дата образования               | Место образования    | Дата расформирования                   | Примечание / Награды                                                                  |
| ------------------------------------ | ------------------------------ | -------------------- | -------------------------------------- | ------------------------------------------------------------------------------------- |
| Болгарская бригада «Георги Димитров» | июнь 1944                      | Ябланица             | 11 сентября 1944 года убыла в Болгарию | 22-я и 24-я дивизии до середины августа 1944, ГШ НОАиПО Македонии до 11 сентября 1944 |
| Французская бригада «Либерте»        | конец апреля — начало мая 1945 |                      |                                        |                                                                                       |
| 1-я Русская бригада                  | 5 мая 1945                     | Шемпас, около Випавы |                                        | 9-й Словенский корпус                                                                 |

## Список батальонов, сформированных из иностранных добровольцев (без граждан СССР)
| Наименование                                                | Дата образования | Место образования | Дата расформирования | Примечание / Награды                                                                                      |
| ----------------------------------------------------------- | ---------------- | ----------------- | -------------------- | --- |
| 1-й австрийский партизанский батальон                       | 24 ноября 1944   | Сува-Крайина      | май 1945             | 5-я Словенская ударная бригада                                                                            |
| Болгарский партизанский батальон имени Христо Ботева        | 19 декабря 1943  | Фуштаны           | март 1944            | 2-я Македонская ударная бригада Трынский партизанский отряд 2-я Софийская народно-освободительная бригада |
| Итальянский партизанский батальон имени Джузеппе Гарибальди | 13 сентября 1943 | Сплит             | июль 1945            | 1-я Пролетарская дивизия 1-я Пролетарская ударная бригада                                                 |
| 5-й польский батальон                                       | 7 мая 1944       | Мартинци          | август 1945          | 14-я среднебоснийская ударная бригада                                                                     |

## Список рот, сформированных из иностранных добровольцев (без граждан СССР)
| Наименование | Дата образования | Место образования | Дата расформирования | Примечание / Награды |
| ------------ | ---------------- | ----------------- | -------------------- | -------------------- |